# Брильянт
Брильянт (від франц. brillant — блискучий) — друкарський шрифт, кегель якого становить 3 пункти (приблизно 1,13 мм).
Найменший із шрифтів, використовується дуже рідко, в основному для набору суперіндексів у формулах.